# Whiteheadiana
Whiteheadiana is een geslacht van kevers uit de familie van de loopkevers (Carabidae). De wetenschappelijke naam van het geslacht is voor het eerst geldig gepubliceerd in 1994 door Perrault.

## Soorten
Het geslacht Whiteheadiana omvat de volgende soorten:
- Whiteheadiana latidens (Putzeys, 1861)
- Whiteheadiana longicollis (Putzeys, 1861)
- Whiteheadiana minor (Putzeys, 1866)
- Whiteheadiana stenocephala (Brulle, 1837)